# Blessure mortelle
Une blessure mortelle est une blessure  très grave (presque toujours une forme de pénétration ou de lacération) qu'elle soit accidentelle ou infligée intentionnellement (soit par suicide ou homicide), qui aboutit directement à la mort de la victime. La mort n'a pas besoin d'être instantanée, mais survient peu après. 
A l'inverse une égratignure peut aboutir à la mort si elle s'infecte, en particulier dans des circonstances défavorables. Cela inclut un manque de soins de la plaie, une personne âgée, un diabétique ou un déficit immunitaire du patient ou des agents pathogènes virulents ou résistants aux antibiotiques. Cependant, à moins que l'égratignure soit de toute évidence et sans aucun doute la cause de la mort, même après le fait, il serait inhabituel de se référer à elle comme une « blessure mortelle ». 
Une sévère contusion conduisant à la mort est le plus souvent décrite comme un coup fatal ou un coup mortel. « Blessure mortelle » est strictement inappropriée lorsque l'on discute d'une mort au sens propre non liée à aucune blessure pénétrante ou lacérante (par le poison, par exemple).
Un soldat ou officier d'application des peines qui meurt de ses blessures après avoir été admis dans un établissement médical, est « mort de ses blessures ».